# Holocauste (mini-série)
Pour les articles homonymes, voir Holocauste (homonymie).
Holocauste (Holocaust) est une mini-série américaine en quatre épisodes de 89 à 135 minutes réalisée par Marvin Chomsky sur un scénario de Gerald Green (à l'état civil Greenberg) et diffusée entre le 16 et le 19 avril 1978 sur NBC. À travers l'histoire de deux familles de Berlin, l'une juive, l'autre nazie, elle décrit la destruction des juifs d'Europe.
En France, la mini-série a été diffusée en 1979 sur Antenne 2 dans l'émission Les Dossiers de l'écran, avec un débat le 6 mars 1979 autour de Simone Veil, très annoncé et très commenté, puis rediffusée le 2 février 2020 sur Paris Première. 

## Résumé
Cette mini-série raconte la Shoah (qui se déroule pendant la Seconde Guerre mondiale) vécue à la fois par les Weiss, une famille de juifs allemands, et par un jeune avocat, lui aussi allemand, timide et sensible qui croit trouver une revanche sur la vie en se faisant enrôler dans les SS où il fera carrière.
En 1935, à Berlin, la famille Weiss, de confession juive, marie son fils aîné Karl, artiste peintre, à Inga Helms, une catholique. Les Weiss apprécient leur belle-fille mais les Helms, dont un fils et un ami sont nazis, sont réticents face à cette union mixte. Joseph Weiss, le chef de famille, médecin généraliste, a comme patients un couple « aryen », les Dorf, dont l'épouse est cardiaque : malgré son apparente faiblesse, celle-ci est ambitieuse pour son époux et l'encourage à rejoindre les Nazis afin de gravir l'échelle sociale. D'abord réticent et se déclarant neutre vis-à-vis des juifs, Erik Dorf excelle bientôt dans ses nouvelles fonctions, notamment par son sens des euphémismes concernant les persécutions antisémites. Il monte petit à petit dans la hiérarchie.
Les Weiss sous-estiment la puissance du nazisme et refusent de quitter l'Allemagne. Karl est arrêté et déporté avant même le début de la guerre au camp de Buchenwald : sa femme est harcelée par les siens qui lui reprochent son mariage, colère amplifiée par la présence à leur domicile de sa belle-famille, les Weiss, spoliés de leurs biens, qu'Inga a accueillis. Auparavant, Joseph Weiss, citoyen polonais, avait été expulsé d'Allemagne et recueilli par son frère à Varsovie.
Rudi, le cadet des Weiss, ne supportant plus l'enfermement, rêve d'une lutte active contre le nazisme : il part seul et rencontre à Prague Héléna, une jeune Tchèque juive dont il s'éprend.
Anna, la benjamine des Weiss, ne supporte plus non plus la clandestinité et l'attitude faussement optimiste de sa mère : au cours d'une fugue, elle est victime d'un viol (parce qu'elle est juive) et perd la raison. Inga la mène chez un médecin, lequel fait croire à Inga qu'une hospitalisation est nécessaire : Anna est emmenée en bus à l'hôpital psychiatrique de Hadamar avec d'autres malades mentaux, et gazée avec eux dès leur arrivée dans l'établissement.
Inga, sans nouvelle de son mari, mène une lutte acharnée pour le retrouver. Un ami de ses parents qui travaille au camp de Buchenwald monnaie ses informations contre des relations physiques. Inga finit par céder et couche avec lui en échange d'un traitement moins dur pour Karl. Le jeune homme est transféré à Theresienstadt, camp « modèle » que les nazis montrent aux représentants de la Croix Rouge internationale. Il fait partie d'une équipe chargée de représenter par le dessin ses conditions de vie (factices) supportables des détenus. Karl décide de dessiner secrètement la vérité.
Rudi assiste clandestinement au massacre de Babi Yar : il rejoint avec Héléna un réseau de résistants. Les deux jeunes gens se marient. Héléna est tuée peu après au cours d'une action manquée et Rudi, capturé, est envoyé au camp d'extermination de Sobibor : il participe avec succès à l'évasion collective.
Bertha Weiss, mère de Karl et Rudi, rejoint son mari dans le ghetto de Varsovie. Les conditions de vie devenant de plus en plus précaires face à la pression nazie, ils optent pour la résistance active. Ils meurent en camp de concentration, ignorant que leur fils Karl s'y trouve aussi, lequel, malgré le sacrifice d'Inga, n'a pu échapper à la torture pour avoir dessiné l'horreur des camps. Karl meurt, épuisé par plusieurs années de captivité, de privations et de torture.
Erik Dorf, devenu un des organisateurs de la solution finale, est arrêté par les alliés et se suicide. Sa femme furieuse chasse de sa maison l'oncle d'Erik venu lui annoncer la nouvelle : celui-ci, d'abord partisan d'Hitler, avait pris conscience des atrocités nazies. Madame Dorf décide d'élever ses enfants dans le culte de leur père.
Au printemps 1945, lorsque le Troisième Reich capitule, Inga et Rudi sont les seuls survivants. Rudi accepte d'accompagner un groupe d'enfants orphelins en  Palestine ; Inga, qui a eu un enfant de Karl lors de brèves retrouvailles, reste en Allemagne.

## Distribution
- Fritz Weaver (VF : Bernard Murat) : Josef Weiss
- Rosemary Harris : Berta Palitz-Weiss
- James Woods (VF : Pierre Arditi) : Karl Weiss
- Meryl Streep (VF : Annie Sinigalia) : Inga Helms-Weiss
- Joseph Bottoms : Rudi Weiss
- Michael Moriarty (VF : Philippe Ogouz) : Erik Dorf
- Ian Holm : Heinrich Himmler
- Sam Wanamaker : Moïse Weiss
- Blanche Baker (VF : Béatrice Bruno) : Anna Weiss
- David Warner (VF : Michel Le Royer) : Reinhard Heydrich
- Tovah Feldshuh : Helena Slomova
- Tom Bell (VF : Francis Lax) : Adolf Eichmann
- Hans Meyer : Ernst Kaltenbrunner
- David Daker : Rudolf Höss
- John Rees : Arthur Nebe
- John Bailey : Hans Frank
- Anthony Haygarth : Heinrich Müller
- Murray Salem : Mordechaj Anielewicz
- Lee Montague : Oncle Sacha
- Robert Stephens : Kurt Dorf
- Deborah Norton : Martha Dorf
- George Rose : Monsieur Lowy
- Käte Jaenicke : Madame Lowy
- Michael Beck : Hans Helms
- Jeremy Levy : Aaron
- T.P. McKenna : Paul Blobel
- Nigel Hawthorne : Otto Ohlendorf
- Sean Arnold : Hermann Höfle
- Erwin Steinhauer : typiste de Buchenwald
- Llewellyn Rees : Père Bernhard Lichtenberg

## Fiche technique
- Musique :
  - Musique originale : Morton Gould
  - Richard Wagner (de l'opéra Le Crépuscule des dieux : La Marche funèbre de Siegfried)

## Épisodes
1. La Montée des ténèbres (1935–1940) 135 minutes
2. Le Chemin de Babi-Yar (1941–1942) 94 minutes
3. La Solution finale (1942–1944) 89 minutes
4. Les Rescapés (1944–1945) 101 minutes

## Personnages
Une étude plus détaillée des protagonistes est nécessaire car chacun est le reflet des différentes attitudes face à la guerre et l'Holocauste.

### Famille Weiss
Joseph et Bertha : elle est allemande, lui polonais mais vivant en Allemagne depuis longtemps. Bertha est issue d'une famille cultivée, elle est calme et optimiste, ce qui la conduit à refuser de quitter l'Allemagne tant qu'il était encore temps. Joseph est médecin généraliste et a à peu près le même caractère que son épouse. Lorsqu'ils se retrouvent dans le ghetto de Varsovie, ils deviennent réalistes et optent pour la résistance active. Déportés à Auschwitz, ils subissent le « traitement spécial ».
Karl : fils aîné, artiste peintre sans le sou, il se décrit lui-même comme n'ayant pas l'étoffe d'un héros. Il est déporté avant la guerre à Buchenwald où son talent artistique lui permet de travailler dans un atelier. Il devient aigre quand il comprend que son épouse chrétienne a des relations sexuelles avec un officier du camp afin de lui faire passer du courrier. Transféré à Theresienstadt, il y retrouve sa femme qui s'y est fait enfermer volontairement. Mais les œuvres cachées sur les atrocités nazies sont découvertes et Karl est torturé et déporté à Auschwitz où il meurt d'épuisement.
Rudi : le cadet est adolescent au début de la saga. Vif et enjoué, il supporte moins bien que ses parents les persécutions antisémites. En quête d'action, il quitte sa mère et sa sœur et erre à travers l'Europe occupée, cherchant à rejoindre la Résistance. Il est sauvé à Prague par une jeune tchèque juive, Héléna, dont il s'éprend. Ils poursuivent ensemble leur pérégrination et arrivent à Kiev en pleine invasion nazie : ils tombent sur le frère d'Inga, blessé et le sauvent, mais celui-ci les dénonce comme juifs. Rudi et Héléna partent avec des dizaines de milliers de personnes pour une marche forcée : s'échappant du convoi, ils découvrent avec horreur qu'ils viennent d'échapper à un massacre gigantesque. Rejoignant des partisans juifs ukrainiens, ils se marient et participent à des actions armées. Rudi, en dépit de sa volonté d'action, répugne d'abord à tuer. Lors d'une action manquée, Héléna est tuée. Rudi est déporté à Sobibor et participe à l'évasion massive du camp. À la fin de la guerre, il retrouve sa belle-sœur Inga et accepte d'accompagner un groupe d'enfants en Palestine.
Anna : benjamine des Weiss, elle se révolte contre l'optimisme de sa mère et, lors d'une fugue, est violée. Traumatisée, elle est emmenée chez un médecin qui l'envoie dans une pseudo-clinique où Anna est gazée dès son arrivée avec d'autres malades mentaux.
Moïse : frère de Joseph, il a toujours vécu en Pologne. Recueillant son frère lorsque celui-ci est expulsé d'Allemagne, il participe à la résistance active et meurt pendant la révolte du ghetto.
Inga : épouse de Karl, elle est chrétienne et antinazie. Énergique, elle lutte contre sa propre famille antisémite. Elle cache Bertha et les enfants chez elle, mais ne pourra empêcher la déportation de Bertha. Pour communiquer avec son époux emprisonné, Inga accepte l'odieux chantage d'un ami de sa famille en poste à Buchenwald : elle a des relations sexuelles avec lui en échange du courrier. Puis elle se fera emprisonner à Theresienstadt pour rejoindre Karl. Le jour de la déportation de Karl pour Auschwitz, elle lui apprend qu'elle est enceinte et persiste à vouloir garder l'enfant en dépit de la demande de Karl. À la libération, elle retrouve son beau-frère Rudi, seul survivant de la famille Weiss.

### Famille Dorf
Erik : fils d'un boulanger socialiste, il a réussi de brillantes études de juriste mais est au chômage. Assez timide, il ne sait pas se vendre. Sa femme le pousse à entrer chez les nazis. Erik accepte et est engagé après avoir déclaré franchement que ses sentiments sont neutres vis-à-vis des juifs. Il est vite apprécié de son supérieur pour sa dialectique retorse à propos de l'antisémitisme. Mais sa froideur et son souci d'exécuter les ordres à la lettre lui créent des ennemis. On le devine parfois perplexe et même effrayé devant les atrocités nazies, mais il s'obstine, poussé par son épouse. Partisan du « jusqu’au-boutisme », il tente de convaincre surtout lui-même que le génocide est nécessaire. Prisonnier des Alliés, il se suicide.
Martha : épouse d'Erik, elle est de santé fragile mais a un moral d'acier. Elle revendique fièrement son appartenance à la Nouvelle Allemagne et place toutes ses ambitions dans la carrière de son mari. Dénuée de pitié, la solution finale ne l'émeut pas et elle ne montrera aucun regret à la fin de la guerre.
Kurt : oncle d'Erik, il est ingénieur en génie civil et obtient un contrat avec l'armée pour remettre en état les routes des zones occupées. Il manifeste mollement son soutien au nazisme et esquive de plus en plus mal les questions inquisitrices de son neveu. Travaillant à Auschwitz, il découvre la solution finale et tente sans succès de sauver quelques déportés juifs en les embauchant dans des groupes de travail. Il avouera finalement à son neveu son écœurement du génocide et à la libération, fera de même avec Martha.

## Accueil
Elie Wiesel critique ce type de fiction. Il affirme que la banalisation de la Shoah induite par le feuilleton est moralement discutable et indécente. Il pense qu'il est impossible de traduire la Shoah par le cinéma fictionnel car il s'agit d'un événement qui dépasse toute forme narrative traditionnelle. Pour lui Holocauste est un mélodrame sans envergure qui ne montre pas toute l'étendue de l'horreur ni l'héritage qui a péri dans l'Holocauste : « Faux, offensant, bon marché : en tant que production destinée à la télévision, ce film est une insulte à ceux qui ont péri et à ceux qui ont survécu. En dépit de son nom, ce "docu-drama" ne présente pas l'holocauste dont nous nous souvenons [...]. Il transforme un événement ontologique en opéra kitsch. [...] Le témoin se sent obligé de dire : ce que vous avez vu sur l'écran n'est pas ce qui est arrivé là-bas. »  Les coupures de publicité prêtent aussi le flanc au soupçon de commercialiser la Shoah.
Simone Veil récuse également la vision aseptisée de l'univers des camps donnée dans le téléfilm, avec des déportés solidaires ; le vol des vivants comme des morts était une pratique courante,.
Alain Finkielkraut reproche au téléfilm de brosser un tableau clivé des Juifs, modernes et assimilés ou traditionnels et archaïques, gommant la richesse d'une culture vibrante et nuancée, anéantie par la guerre.
Primo Levi émet un avis globalement plus favorable, mais non exempt de reproches : par exemple, les hommes n'étaient pas aussi bien rasés, les femmes n'attendaient pas de la sorte, ce qui relève d'une foi résiduelle en l'humanité, dont les Nazis ont précisément été totalement et sciemment dépourvus.
Dans les colonnes du quotidien Libération, le débat télévisé et le téléfilm suscitent une série d'articles très critiques. Au cours des semaines précédentes, Cavanna dénonce dans Charlie-Hebdo du 15 février 1979 le fait qu'en octobre 1978, le magazine L'Express a interviewé de Louis Darquier de Pellepoix dans le même sens que le négationniste Robert Faurisson et souligne  aussi « l’aspect commercial de l’opération Holocauste », très mise en avant dans les médias.
Aux États-Unis, le feuilleton est vu par un Américain sur deux, particulièrement à New-York où l'on ne rencontre pratiquement personne dans les rues durant les heures de passage des épisodes.
En Allemagne, le feuilleton est suivi par plus d'un tiers des Allemands, suscite nombre de crises dans les familles allemandes et le gouvernement allonge le délai de prescription pour les criminels nazis.
Dans Simulacres et Simulation publié en 1981, Jean Baudrillard consacre son troisième chapitre à la mini-série : « Holocauste est d'abord (et exclusivement) un événement, ou plutôt un objet télévisé […], c'est-à-dire qu'on essaie de réchauffer un événement historique froid, tragique mais froid […], à travers un médium froid, la télévision, et pour des masses elles-mêmes froides, qui n'auront là l'occasion que d'un frisson tactile et d'une émotion posthume, frisson dissuasif lui aussi, qui le fera verser dans l'oubli avec une sorte de bonne conscience esthétique de la catastrophe. ».
En 2019, l'historien allemand Frank Bösch publie Zeitenwende 1979. Als die Welt von heute begann (Le changement d'époque de 1979 - Quand commença le monde d'aujourd'hui). Dans son ouvrage, Bösch affirme que la diffusion de la série correspond au début de l'avènement du « politiquement correct ».
C'est en réalité l'occasion pour le négationniste, Robert Faurisson, hostile à la série réalisée par Marvin J. Chomsky, de publier le 1er novembre 1980, un texte de son cousin linguiste Noam Chomsky, sans son accord, datant du 11 octobre, sur la liberté d'expression, en guise de préface pour son livre Mémoire en défense (contre ceux qui m'accusent de falsifier l'Histoire : la question des chambres à gaz).
Lors de la première diffusion de la série en France, les instituteurs ont créé des clubs de discussions avec les élèves, la série ayant traumatisé de nombreux élèves. Quarante ans plus tard, la série qui a permis à la génération d’après-guerre de découvrir l’horreur de la seconde guerre mondiale, reste une référence sur les grandes périodes de la seconde guerre mondiale.

## Récompenses
- Emmy Award 1978 : Meilleure mini-série
- Emmy Award 1978 : Meilleure réalisation pour Marvin J. Chomsky
- Emmy Award 1978 : Meilleur scénario pour Gerald Green
- Emmy Award 1978 : Meilleur acteur pour Michael Moriarty
- Emmy Award 1978 : Meilleure actrice pour Meryl Streep
- Emmy Award 1978 : Meilleure actrice dans un second rôle pour Blanche Baker
- Emmy Award 1978 : Meilleurs costumes
- Emmy Award 1978 : Meilleur montage
- Golden Globe Award 1979 : Meilleur acteur pour Michael Moriarty
- Golden Globe Award 1979 : Meilleure actrice pour Rosemary Harris